# 德米特里夫卡 (佩特羅拉夫利夫卡區)
48°22′58″N 36°11′55″E / 48.38278°N 36.19861°E
德米特里夫卡（羅馬化：Dmytrivka）是烏克蘭中部第聶伯羅彼得羅夫斯克州彼得羅巴甫利夫卡區的村莊，始建於1776年，海拔高度83米，2001年人口3,772。